# Penelope superciliaris
A Penelope superciliaris a madarak osztályának tyúkalakúak (Galliformes) rendjébe és a hokkófélék (Cracidae) családjába tartozó faj.

## Rendszerezése
A fajt Coenraad Jacob Temminck holland ornitológus írta le 1815-ben.

## Alfajai
- Penelope superciliaris jacupemba Spix, 1825
- Penelope superciliaris major W. Bertoni, 1901
- Penelope superciliaris superciliaris Temminck, 1815[2]

## Előfordulása
Dél-Amerikában, Argentína, Bolívia, Brazília és Paraguay területén honos. Természetes élőhelyei szubtrópusi és trópusi síkvidéki esőerdők, szavannák és cserjések, tavak, folyók és patakok környékén. Állandó, nem vonuló faj.

## Megjelenése
Testhossza 55–73 centiméter, hím testtömege 950–1150 gramm, a tojóé 750–880 gramm.
|  |

## Életmódja
Gyümölcsökkel táplálkozik.

## Természetvédelmi helyzete
Az elterjedési területe rendkívül nagy, egyedszáma ugyan csökken, de még nem éri el a kritikus szintet. A Természetvédelmi Világszövetség Vörös listáján nem fenyegetett fajként szerepel.

## Külső hivatkozások
- Képek az interneten a fajról
- Internet Bird Collection - videók a fajról
- Xeno-canto.org - a faj hangja és elterjedési területe